# Zarándoklat San Isidróba
A Zarándoklat San Isidróba (La romería de San Isidro) Goya spanyol festő alkotása, mely jelenleg a madridi Prado gyűjteményében látható. A festő fekete festmények néven ismertté vált sorozatának darabja, melyet 1819 és 1823 között festett a Madridhoz közeli Quinta del Sordó-ban.

## A festmény

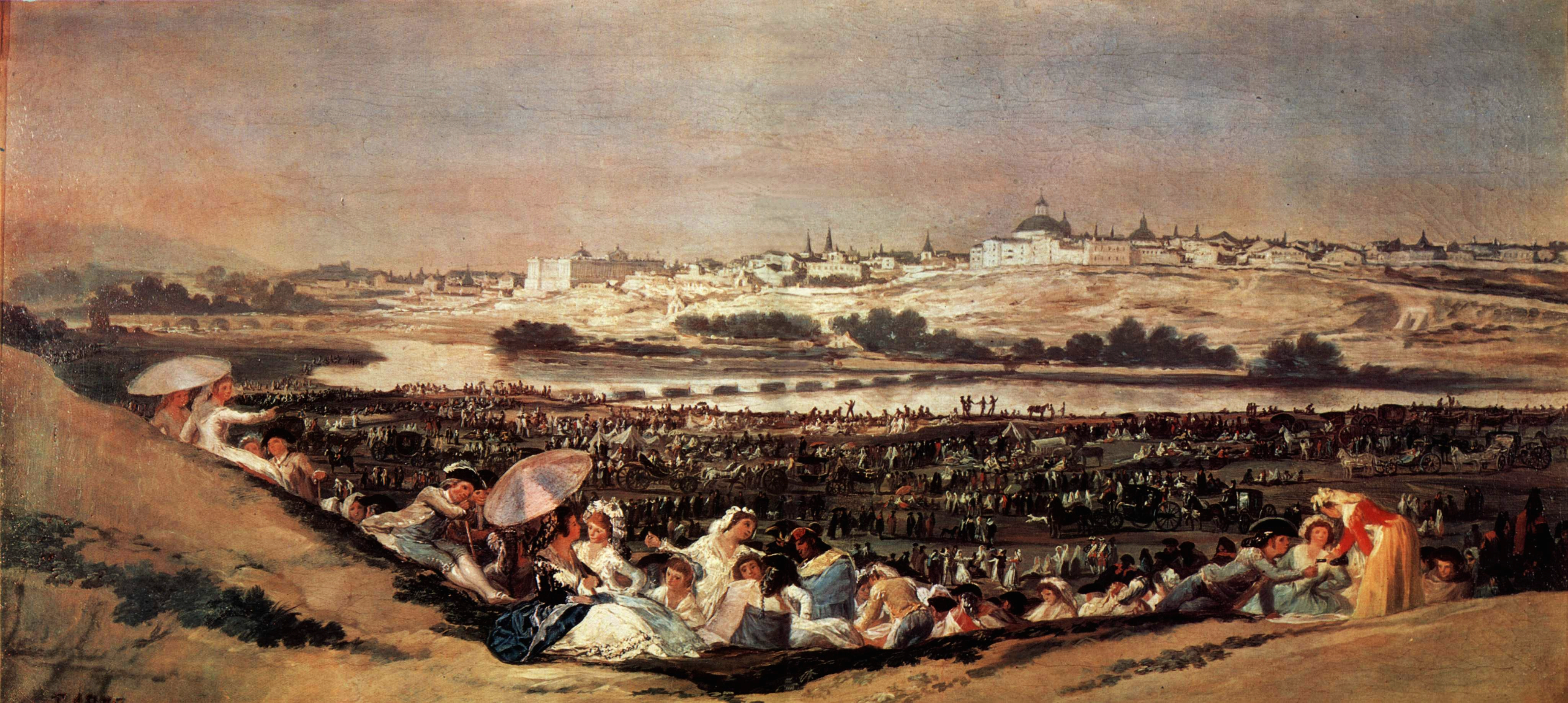
Goya: San Isidro rétje (1788, olaj, vászon), Prado, Madrid

Valószínűleg a Quinta del Sordo első emeletén foglalt helyet a El Gran Cabrón/Aquelarre-ral szemben. A többi fekete festményhez hasonlóan ezt is 1873-74-ben helyezték át vászonra Salvator Martinez Cubells a madridi Prado kurátora felügyelete mellett. A vásznakat báró Emile d'Erlanger adományozta 1881-ben a spanyol államnak.
A festmény a madridi San Isidro szentély felé tartó zarándokok vonulását mutatja be. Goya ábrázolása teljesen ellentétes azzal, ahogy ezt a témát 30 évvel korábban a San Isidro rétje (1788) című festményén feldolgozta. A korábbi mű egy hagyományos madridi ünnep szokásainak ábrázolásáról és a város kellően pontos bemutatásáról szólt, míg a jelen festmény prominens alakok egy csoportját ábrázolja az éjszakában, láthatóan ittasan, eltorzult arccal énekelve. Az előtérben a zarándokok láthatóak, a háttérben cilinderes férfiak és apácák követik őket.
Goya festményeinek visszatérő témája, hogy olyan tömeget mutasson be, amely apránként elhalványul a távolba. A zarándoklók tömege a kép szélén látható dombokhoz hasonló formát vesznek fel, Goya így dehumanizálja formátlan csoporttá az embereket. Az egyetlen kivétel a kép jobb szélén látható éneklő figura. A témaválasztással – identitás elvesztése – Goya alkotása az expresszionista festészet előfutárának is tekinthető.
A többi fekete festményhez hasonlóan Goya itt is csak néhány szín használt: a fekete, szürke, okker és földes színeket energikus ecsetvonásokkal vitte fel.